# Cronologia de la Batalla a l'est de Mossul
La batalla a l'est de Mossul (àrab: معركة الموصل) és l'ofensiva militar conjunta de les forces de govern iraquià amb l'exèrcit del Kurdistan iraquià i forces internacionals per capturar la part oriental ciutat de Mossul de les mans d'Estat Islàmic, en el transcurs de la Batalla de Mossul els anys 2016 i 2017. La guerra terrestre va començar el 16 d'octubre de 2016. La batalla per Mossul es considera clau en la intervenció militar contra l'EI, que va capturar la ciutat el juny 2014, quan les forces iraquianes la van abandonar. És el desplegament més gran de les forces iraquianes des de la invasió d'Iraq de 2003. Fins a 1,5 milions de civils vivien a la ciutat cosa que va provocar una greu crisi humanitària.

## Octubre: avanços inicials
16 d'octubre 
El primer ministre Haider al-Abadi va declarar el començament de l'operació per recapturar la ciutat de Mossul. Els oficials van informar que durant aquest dia van llençar obusos cap a territori controlat per Estat Islàmic, donant el tret de sortida a l'ofensiva.
17 d'octubre 
L'assalt principal va començar aproximadament a les 6 del matí, diverses hores després d'un discurs televisat per al-Abadi a la televisió estatal, amb bombardejos i l'arribada de vehicles blindats a les línies del front.
El periodista de la BBC Ahmed Maher, informant des de primera línia del front, va dir que l'estratègia de la coalició era envoltar per complet la ciutat, abans que les tropes iraquianes avancessin cap al centre de la ciutat Les forces governamentals, aquella mateixa nit van capturar la població de Bashiqa. Les forces Peixmerga van començar l'assalt des de Khazer avançant per terra en tres fronts diferents, amb les forces de seguretat iraquianes que avançaven des del sud. Pel migdia, les forces Peixmerga ja havien recuperat 10 poblacions a l'est de Mosul, trobant-se a només 300 metres dels combatents jihadistes. Les tropes iraquianes van avançar per Bartella, al sud de Mosul. A final del dia, els Peixmerga van capturar 6 poblacions més a l'est.
El mateix dia, l'agència de notícies Amaq va informar que les forces d'Estat Islàmic van llançar durant el dia fins a vuit atacs suicida contra les forces Peixmerga. El President del Kurdistan Iraquià (KRG per les seves sigles en anglès), Massoud Barzani, va dir que les forces Peixmerga i l'exèrcit d'Iraq havien recuperat el primer dia fins a 200 quilòmetres quadrats de les mans d'Estat Islàmic.

Àrea de Mossul a l'agost de 2016

Per altra banda, un mínim de cinc Peixmerga i un soldat de l'Exèrcit iraquià van morir durant els enfrontaments del primer dia, segons Al-Jazeera. Els oficials iraquians, per la seva banda, van informar que s'havien infligit "grans pèrdues de vides i d'equipament" al districte de Hamdaniya, al sud-est de Mossul. Finalment, la CNN va informar que un nombre important de lluitadors d'Estat Islàmic havien estat desplaçats cap a l'oest, direcció ar-Raqqà, buscant ajuda mèdica. Els familiars dels combatents d'EI van fugir de Mossul cap a la localitat de Nawran a causa dels bombardejos. També es va informar que alguns combatents havien començat a afaitar-se la barba i a desfer-se dels seus uniformes afganesos. Finalment, es va informar que el grup va traslladar la seu de l'oest de Mossul a l'est.
18 d'octubre 
L'avanç iraquià i dels Peixmerga es va alentir a causa dels atacs suïcides dels gihadistes, mitjançant artefactes explosius improvisats a les carreteres (IED, per les sigles en anglès) i els incendis de petroli a les trinxeres que rodegen la ciutat. Per tal d'eliminar qualsevol presència de combatents a les poblacions alliberades, als afores de la ciutat, es van dur a terme operacions de recerca carrer per carrer.

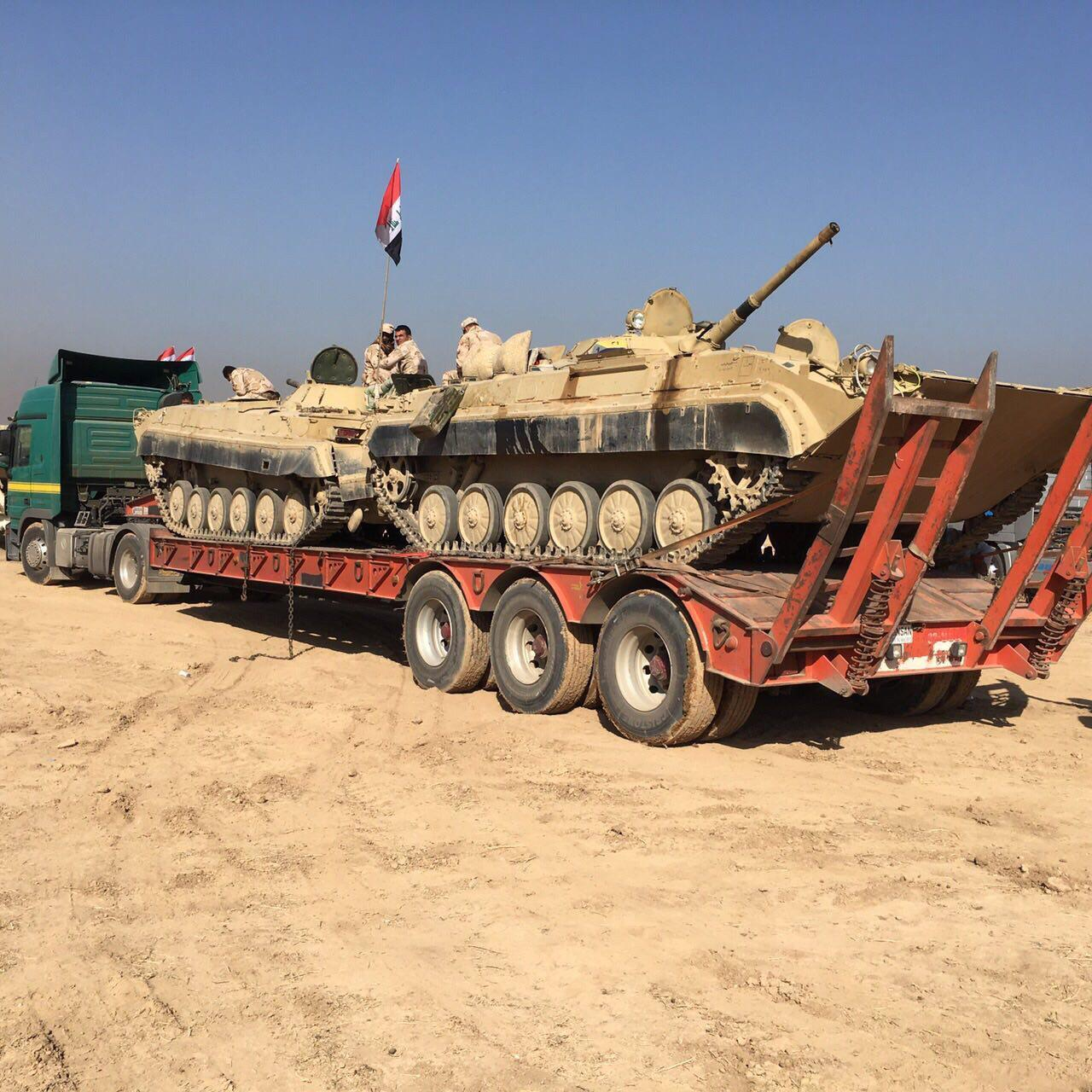
Les Forces de Seguretat Iraquianes transportant material militar el 18 d'octubre.

Un portaveu del Pentàgon va afirmar que la coalició havia aconseguit "abans del previst" els objectius després d'haver destruït 52 dianes durant el primer dia de l'operació. Aviat al matí, les agències de notícies van informar que les forces a l'est estaven prop de Qaraqosh (Bajdida), una de les ciutats cristianes més grans de l'Iraq, i els combatents en van ser apropant-se a Hammam al-'Alil al sud. A mesura que la notícia que l'exèrcit iraquià havia alliberat Qaraqosh va estendre's, una gran celebració va esclatar a Arbela, on molts cristians iraquians havien fugit d'allí després de l'entrada d'EI a la ciutat el 2014. Centenars de persones van celebrar als carrers del barri d'Ankawa cantant i ballant l'alliberament.
Rudaw va informar que els combatents iraquians al sud de la ciutat van lluitar amb EI des de terra i franctiradors mentre intentaven capturar la població d‘Abbasi, i s'esperava prendre el control de Zawiya. La lluita es va reprendre a Kani Harami, alliberada el dia anterior, però recapturada per EI el 18 d'octubre degut a la manca de reforços de l'exèrcit oficial. L'exèrcit iraquià va alliberar la població de Alahud mentre la policia estatal va assegurar la planta de sofre Al-Mishraq (pontecialment perillosa per la possibilitat d'utilitzar-la com a armament químic), al sud de Mossul. Les forces iraquianes van reportar haver capturar l'alcalde del districte d'al-Shura.

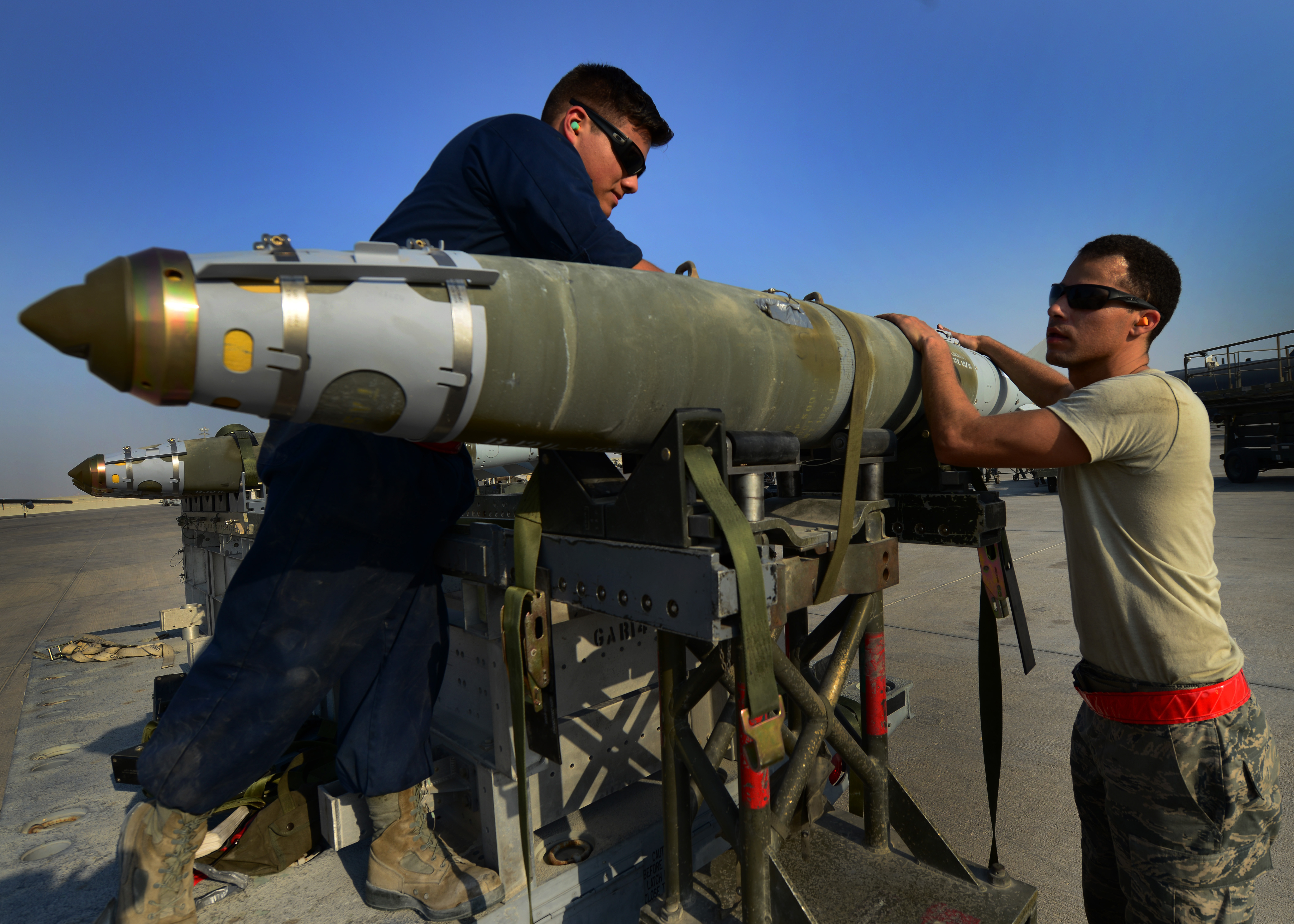
Militars preparant un JDAM abans de carregar-lo a l'avió el 19 d'octubre

El periodista assiri-nord-americà Steven Nabil va informar que els residents de Mossul havien enviat centenars de missatges als contactes de la coalició per a informar-los de les ubicacions dels combatents d'EI dins de la ciutat. Els atacs aeris de la coalició van destruir 13 objectius i van matar a 35 jihadistes.
A mesura que l'exèrcit iraquià avançava cap a Mossul, els enfrontaments van esclatar dins la ciutat. La policia islàmica del grup es va atacar quatre oficines centrals de l'organització. La revolta va ser aturada acabant amb set líders rebels morts i militants executats. Un grup de rebels va atacar una caserna general del grup l'endemà matant dos altres jihadistes i van hissar la bandera iraquiana sobre l'edifici. També van ser atacats patrulles d'EI a la ciutat.
19 d'octubre 

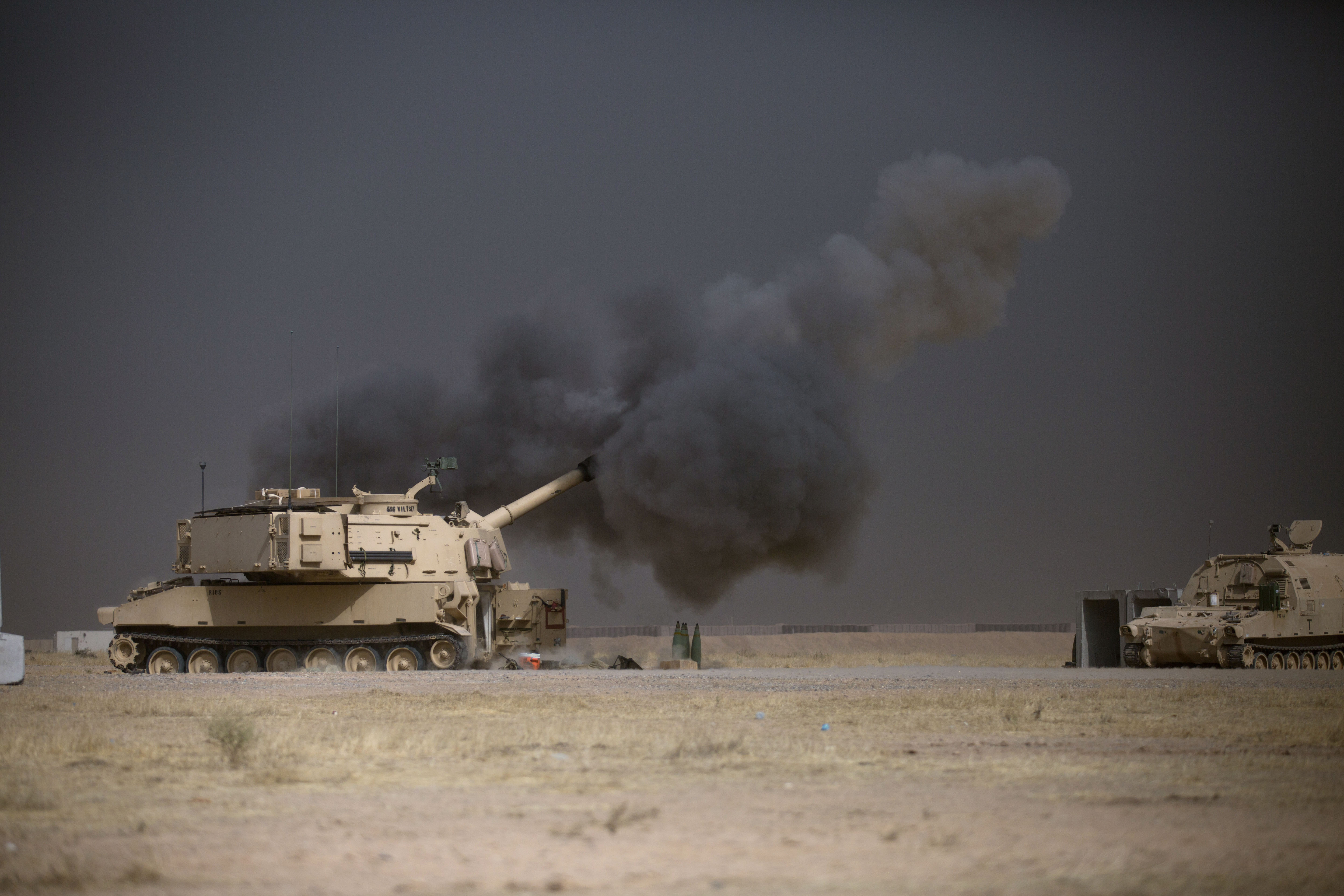
Un obús autopropulsat M109 americà dispara a Qayyarah Airfield West, en suport de l'avanç de les forces iraquianes cap a Mossul, el 17 d'octubre de 2016

Funcionaris de la coalició van comentar la necessitat de capturar altres 70 poblacions abans d'entrar a Mossul. El portaveu del Pentàgon, el capità Jeff Davis, va declarar que EI estava utilitzant civils com a escuts humans i va celebrar les revoltes internes dins la ciutat. L'exèrcit iraquià va reprendre la lluita a Qaraqosh, que envolta la ciutat assetjada, on la resistència jihadista es va mantenir en forma de franctiradors i cotxes bomba. El tinent general Qassim al-Maliki, va dir que tres brigades iraquians van capturar a 13 poblacions al nord i nord-est d'Al Quwayr, al sud de Mossul. La 9ª Divisió va informar que les seves posicions es trobaven a 6 quilòmetres dels afores de Mossul.
Per altra banda, Rudaw informar que EI havia bombardejat dos edificis pertanyents al govern de la Governació de Nínive a l'interior de la ciutat de Mossul. El poble de Kani harami, a 35 quilòmetres al sud-est de Mossul, va ser alliberat després d'intensos combats durant el matí.
Le Parisien per la seva banda va informar que 22 ciutats havien estat capturades,12 els Peixmerga i 10 l'Exèrcit Iraquià. Nofal Hammadi, governador de la governació de Nínive de la qual Mossul n'és la capital, va dir que el 40 per cent de la província ja havia estat capturada.
Finalment, Al Jazeera va informar que l'ofensiva per reprendre la ciutat de Bashiqa, al nord-est de Mossul, prevista inicialment al matí, es va haver d'enrederir per la falta de suport logístic. La major part de la població de 30.000 habitants havien fugit a territori kurd després que els jihadistes entressin a la ciutat. Segons els informes, milers de Peixmerga es van preparar per alliberar Bashiqa.
Gary J. Volesky, comandant de l'exèrcit dels Estats Units va dir que els líders d'EI estaven abandonant Mossul, cosa que els feia pensar que els jihadistes estrangers formarien la majoria dels combatents d'EI que lluitarien per la ciutat: "Tenim indicis que els líders han fugit. Esperem que hi hagi els combatents estrangers, ja que no tenen tanta facilitat de fugir i abandonar la lluita com els lluitadors locals o líders locals".
20 d'octubre 
La CNN va informar el 20 d'octubre que s'estaven realitzant els combats més intensos de l'ofensiva. Un gran comboi de forces d'operacions especials iraquianes, un grup d'elit conegut com la Divisió d'or, va arribar a posicions alliberades per les forces Peixmerga. S'espera que les forces especials per ser la primera divisió per entrar a Mossul. Les forces especials van avançar sobre la ciutat assíria de Bartella, a l'est de Mossul, amb el suport dels atacs aeris de la coalició, capturant la ciutat, malgrat els combatents d'EI van detonar fins a nou camions bomba. D'acord amb el General Maan al-Saadi de l'exèrcit iraquià, 200 combatents d'EI van morir en la lluita per Bartella.
El Peixmerga va anunciar una "operació a gran escala" pel nord i nord-est de Mossul,amb l'objectiu era reprendre les poblacions cristians de Tal Uskuf i Bashiqa. Una emboscada jihadista prop de Bashiqa va deixar desenes de peixmerga morts i ferits. No obstant això, Rudaw va informar que les tropes Peixmerga van alliberar sis poblacions: Khrap Delil, Pirhalan, Fadhliya i Omar Qamchi al front de Bashiqa i les poblacions de Shabak Nawaran i Barima al de Nawaran. Les forces peixmerga han entrat en els pobles de Kani Shirin, Kavrk, Filfel i Hasan Jalal. Finalment, van capturar breument Tiz Khirab però es van veure obligats a retirar-se.
En el front sud, les forces iraquianes van reprendre la seva empenta cap al nord després d'una pausa d'un dia. Van alliberar a sis poblacions a l'est de Qayyarah: Khalidiya, Khabat, Salahya, Znawer, Makuk i Saidawa, amb l'objectiu d'alliberar fins a 84 pobles entre l'autopista Bagdad-Mossul i el riu Tigris, al sud de l'Aeroport Internacional de Mossul.
21 d'octubre 
Estat Islàmic va atacar diversos punts de la ciutat de Kirkuk, per tal de desviar els recursos militars del front. Diversos testimonis van afirmar que es van produir múltiples explosions i foc creuat dins la ciutat, als voltants d'eficisis governamentals. Un atac suicida va assassinar 13 treballadors a una planta d'energia a Dibis, quatre d'ells eren iranians. Les forces Peixmerga van informar que els atacans eren desplaçats interns del conflicte al país. Fons oficials iraquianes van afirmar que fins a 80 persones havien mort pels atemptats a Kirkuk, principalment membres de les forces de seguretat kurdes, i unes 170 persones van resultat ferides. Pel que fa als atacans, un total de 56 van ser abatuts o es van suïcidar.
El periodista Ahmet Haceroğlu va ser assassinat per un franctirador jihadista, essent el primer periodista assassinat durant la batalla per Mossul.
Les forces governamentals van comunicar haver alliberat dues poblacions més al sud de Mossul, Nanaha i al-Awaizat, amb un total de 15 jihadistes morts.
La intel·ligència iraquiana va informar que Estat Islàmic va executar 284 homes i nens que havien estat segrestades a Mossul per ser utilitzades com a escuts humans. Els civils van ser enterrats en fosses comunes. Les Nacions Unides, per la seva banda, van mostrar la seva preocupació per les més de 550 famílies també segrestades per l'Estat Islàmic de diverses poblacions circumdants, ja que estaven essent unitilitzats com a escuts humans.
22 d'octubre 
Finalment, les forces de defensa iraquianes van emetre un comunicat on es donava l'atac per sufocat amb la mort de tots els assaltants.
La CNN va informar que una ofensiva a gran escala va començar per a alliberar la ciutat cristiana de Qaraqosh, en enfrontaments contuniats durant dies. Les campanes de l'esglècia cristiana de la població de Bartella van ser reemplaçades i tocades des de la caiguda de la ciutat el 2014. Les forces iraquianes també van avançar cap a la població de Tel Keppe, al nord de Mossul.
Dos civils van morir i centenars van haver de ser tractats degut a la inalació de gasos tòxics que produïa el foc a la planta de Al-Mishraq sulphur plant.
El càmera iraquià Ali Risan d'Al Sumaria va ser el segon periodista assassinat per un franctirador a l'àrea al-Shura.
Un bloger dins la ciutat de Mossul, va informar en el seu portal d'internet que va estar executant els detinguts, els preus dels productes de primera necessitat s'havien disparat, que la majoria de cambatents d'Estat Islàmic es tractaba de joves d'entre 15 i 18 anys i que totes les targetes SIM havien estat requisades després que Asia Cell hagués reactivat els serveis a la ciutat perquè els ciutadans poguessin informar dels moviments des de dins.
23 d'octubre 
Les forces Peixmerga van informar que la població de Bashiqa havia estat alliberada. Segons un comunicat dels portaveus de l'exèrcit kurd, les poblacions de Bir Halan, Faziliya, Omar Qapchi, Kanone, Bahzan, Khrab Dalil, Tis Khrab Bchuk i Tis Khrab Gawram van esser capturades i que en aquells moments es trobaven a tant sol 9 quilòmetres de la ciutat.
24 d'octubre 
Reuters informava que l'Estat Islàmic havia realitzat un gran nombre de contraatacs contra les forces més properes a la ciutat. A més a més, les forces jihadistes van capturar una ciutat de majoria iazidita, Rutba, controlant així l'autopista que va de Bagdad cap a Jordània i el mont Sinjar. Un portaveu iazidita provincial, va comunicar que un total de 15 membres d'EI havien mort i dos Peixmerga havien estat ferits durant els enfrontaments al mont Sinjar.
25 d'octubre 

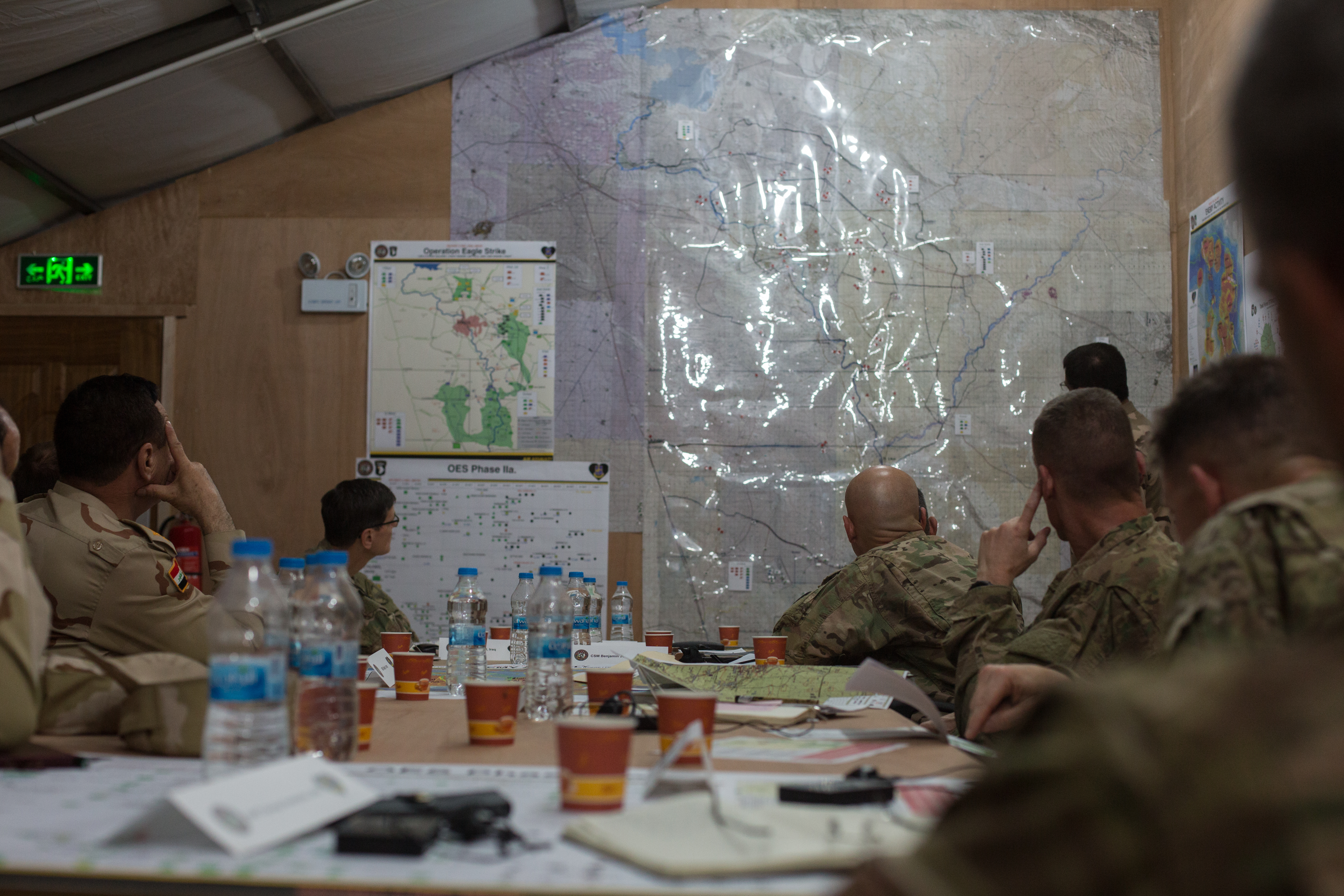
Soldats dels Estats Units i iraquians organitzant els combats el 25 d'octubre

Les tropes de la Unitat de Contra-Terrorisme de l'Iraq, que van avançar cap a Mossul des de l'est de la ciutat, van informar que es trobaven a uns 2 quilòmetres de la ciutat i estaven aturats esperant reforços abans d'iniciar un nou atac.
Tancs i artilleria turca va acabar amb diversos objectius d'EI a la regió Bashiqa del nord de l'Iraq. Militars turcs també van donanr suport a les forces Peixmerga en l'alliberament de la població de Bashiqa. No obstant això, les tensions entre Turquia i l'Iraq van augmentar substancialment degut a la no autorització de Bagdad de la participació de Turquia dins el seu territori. Les tensions van arribar a tal extrem que l'Iraq va amenaçar en emprendre accions militars contra les forces turques dins de les fronteres iraquianes.
26 d'octubre 
Les forces iraquianes es van trobar amb una ferotge resistència d'EI en el seu intent de fer fora els militants de llogarets com Shora, a 30 quilòmetres al sud de la ciutat, segons Reuters. Pel que fa als civils que es troben a la línia del front sud, van informar que alguns dels seus parents havien estat presos pels combatents en retirada d'EI per ser utilitzats com a escuts humans. La CNN va informar que EI havia estat duent a terme "càstigs divins" de civils com a venjança per l'alliberament de diverses poblacions per les tropes iraquianes i Peixmerga.
Es van evacuar a més de 1.000 civils des del front, traslladant-los a la regió Khazar.
Les forces Peixmerga van capturar la població de Derk, a 12 quilòmetres al nord-est de Mossul, on van descobrir el túnel més gran d'EI fins ara descobert al front de Bashiqa. Segons els informes, contenien una gran quantitat d'armes.
27 d'octubre 
Segons el capità Fahd al-Laithi de l'Agència d'Informació Nacional d'Iraq "Tretze terroristes van morir en un atac aeri de la coalició en una concentració d'EI al districte de Hamam al-Alil al sud de Mossul". Tanmateix va afegir que les forces iraquianes van aconseguir tornar a prendre la població de Wadi al-Qasab al districte d'Al-Shura i la d'Al-Hamza a Hamam al-Alil, totes dues al sud de Mossul.
El cap del Comandament Central dels Estats Units, el general Joseph Votel, va dir a l'agència de notícies AFP que "durant les operacions al llarg de l'última setmana, es calcula que probablement s'han matat entre 800 i 900 combatents d'Estat Islàmic".
Un total de 5.000 combatents ISIL es creia que eren a Mossul esperant l'assalt.
28 d'octubre 
Funcionaris militars nord-americans van afegir que entre 3.000 i 5.000 combatents d'EI estaven defensant l'últim bastió important del grup a l'Iraq, adicionalment als d'entre 1.500 i 2.000 combatents en zones fora de la ciutat.
Les forces de seguretat iraquianes van alliberar la ciutat d'Al-Shura, a uns 30 quilòmetres al sud de Mossul i havien evacuat entre 5.000 i 6.000 civils, segons Abdulrahman al Wagga, membre del Consell Provincial de Nínive. Va dir que l'àrea estava essent netejada de bombes casolanes i trampes explosives, i que les forces de seguretat iraquianes i policies federals havien redojat en un 90% Hammam al-Alil, la ciutat més gran al sud de Mossul.
Wagga va afegir que les forces de seguretat iraquianes podrien assaltar Hammam al-Alil les hores següents, però que dependria de la situació sobre el terreny. A més a més, va concretar que les forces jihadistes utilitzant una política de "terra cremada" amb la destrucció de cases, edificis i ponts per frenar els avenços de les forces de seguretat.
Les forces Peixmerga i iraquianes van fer fora l'EI de la ciutat del nord de Fadiliya, a 4 quilòmetres de Mossul.
Fonts de l'ONU van declarar que l'EI havia pres desenes de milers de civils per utilitzar-los com a escuts humans a Mossul, executant a qualsevol que es negués a seguir amb ells. Almenys 5.000 famílies van ser preses al voltant d'al-Shura, i 2.210 famílies de la zona de Nimrud a Hamdaniya.
29-31 d'octubre 

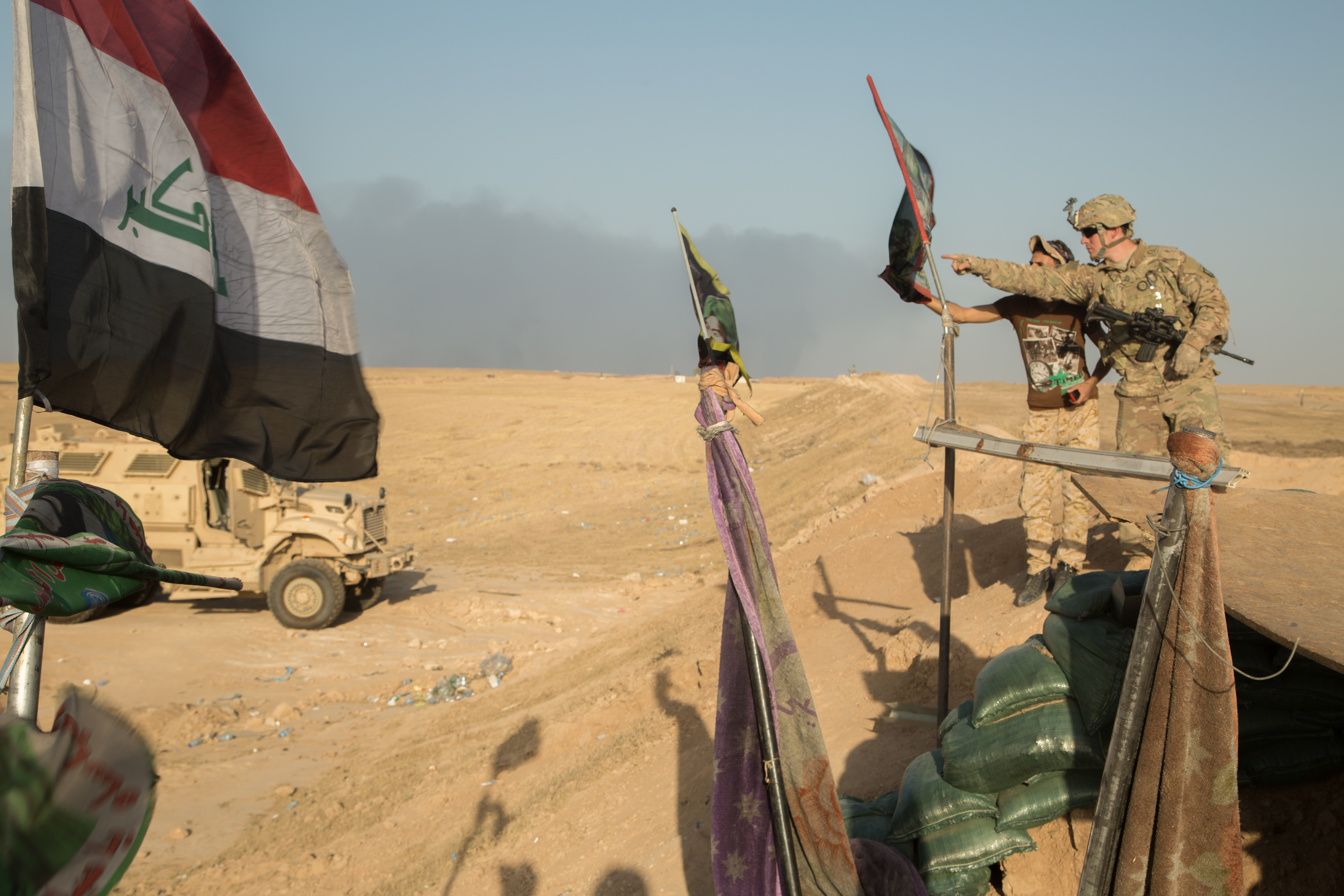
Un soldat estatunidenc juntament amb un membre de les Forces Iraquianes d'Operacions Especials discuteixen sobre els punts de control iraquians al front el 31 d'octubre de 2016

Milícies xiïtes iraquians van dir el dissabte 29 d'octubre van posar en marxa una ofensiva per l'oest de Mossul. Les milícies van intemtar capturar llogarets a l'oest de Mossul per tal d'arribar a la ciutat de Tal Afar, una ciutat turcmana a uns 55 km de Mossul, va informar el portaveu Hashid. El seu objectiu era tallar qualsevol opció de la retirada dels insurgents d'EI a Síria, així com evitar qualsevol reforç per a la defensa de Mossul.
Segons fonts Peixmerga, el 30 d'octubre les seves tropes havien alliberat sis ploblacions més al nord i l'est de Mossul, i havien pres el control de diverses carreteres principals i punts de referència. Més de 500 quilòmetres quadrats ja havien estat alliberats per les forces kurdes des de l'inici de l'operació.
El 31 d'octubre una important operació iraquiana es va posar en marxa a l'est de Mossul, capturant Bazwaia a uns 3 quilòmetres a l'est dels límits de la ciutat de Mossul. Les Forces Iraquianes d'Operacions Especials (FIOE) es disposaven a entrar a Gogjali (Kokajili), a 1 quilòmetre de Mossul. El comandant de la Divisió d'Or de les FOEI, Fazil Barwari, va informar a Rudaw, que les forces iraquianes entrarien a Mossul aquella mateixa nit.

## Novembre: entrant a Mosul Est i arribant a Tal Afar
1 de novembre 
L'operació per entrar a la ciutat va començar a la matinada. Brig. Gen. Haider Fadhil, comandant de les forces especials iraquianes (FIOE), va dir que les forces havien començat el seu assalt a l'est del districte de Karama de Mossul, desembarcant artilleria, tancs i foc de metralladora sobre posicions d'EI, mentre es preparaven per l'atac més gran a la ciutat. Els atacs aeris de la coalició liderada pels EUA van atacar posicions d'EI i aquests van començar a cremar pneumàtics per reduir la visibilitat.
Rudaw va informar de forts combats al matí al districte de Gogjali, a la porta d'entrada a l'est de Mossul, on els militants d'EI utilitzen vehicles amb artefactes explosius improvisats i el foc de franctiradors per intentar detenir les tropes entrants.
L'elit iraquiana "Divisió d'Or" va entrar a la ciutat de Mossul limita aquella mateixa tarda, per afrontar les batalles de carrer amb els gihadistes. Poc després que l'exèrcit iraquià anunciés que s'havien apoderat de l'edifici de la televisió estatal de Mossul a la riba esquerra de la ciutat.
Entre les 4 i 5 de la tarda, algunes fonts van informar que el districte de Gogjali estava sota control iraquià i la 9ª Divisió de l'Exèrcit i que la 3ª Brigada havia entrat al barri d'al-Mufti Judaydat a la riba esquerra de Mossul. Durant mitjanit, l'oficina de mitjans de guerra iraquiana va informar que els atacs aeris havien matat 116 militants dins de la ciutat de Mossul: 29 morts i 25 ferits a Ghabat; 10 morts i 15 ferits a la seu d'EI; 10 morts en un dipòsit d'armes i 67 militants "de diverses nacionalitats" morts en una piscina d'un hotel. L'exèrcit d'Iraq no va patir cap mort, va afirmar un portaveu del govern.
EI líder Abu Bakr al-Baghdadi es creia que encara s'amagava a Mossul, segons Fuad Hussein, cap de gabinet del president kurd Massoud Barzani. Hussein va dir que el seu govern tenia informació de múltiples fonts que afirmaven que "Baghdadi hi és i, si se'l mata, significarà el col·lapse de tot el sistema [EI]".
En el front nord, la 16ª divisió iraquiana va alliberar les poblacions d'Abas Hussein i Al-Raha Aquat.
Desenes de milicians de les Forces de Mobilització Popular (FMP) van morir o van resultar ferits en una emboscada d'EI fora de Mossul, segons Rudaw. Almenys 15 membres van morir i altres 30 van resultar ferits prop de Tal Afar, una població que encara conserva EI al sud-est de la ciutat, quan van entrar en pobles abandonats plens de trampes explosives.
Mosul eye, un blogger que publica anònimament la situació dins de Mossul, va informar que les forces iraquianes es trobaven a 5 quilòmetres de la ciutat, i que un gran nombre de militants gihadistes es trobaven a l'oest, probablement en retirada després d'haver patit "grans pèrdues" en els combats. EI també va alliberar desenes de detinguts que havien estat retinguts durant dos anys.
El Ministeri de l'Interior iraquià va anunciar plans per gestionar les zones alliberades de Mossul, mitjançant la policia nacional, i la reobertura de comissaries i centres de defensa civil. El brigadista Saad Maan, portaveu del Ministeri de l'Interior iraquià, va dir a la premsa que el pla del comandament conjunt de Nínive anava més ràpid del que s'havia planejat l'exèrcit.
2 de novembre 
Rudaw va informar que les forces especials iraquianes (FIOE) van continuar lluitant contra EI a la part oriental del barri de Gogjali, tot i que la zona ja havia estat declarada sota control iraquià.
El general de brigada iraquià Fadhil Haider va dir que les seves tropes es van veure obligades a mantenir les seves posicions a l'est de Mossul perquè les males condicions meteorològiques estaven limitant la visibilitat dels drones i avions, i que els era impossible avançar. Les tropes que duien a terme la revisió casa per casa de possibles gihadistes amagats, van matar vuit militants. Sis van ser morts dins d'un túnel descobert a Gogjali i dos van ser assassinats en intentar atacar a l'exèrcit.
Les Forces de Mobilització Popular (FMP) van anunciar que la seva milícia havia alliberat 115 quilòmetres quadrats aquest dia, després de durs combats amb EI, incloent les poblacions d'Umm al Izam, Khubairat, Um Izzam, Tal Saïf al Athari, Ayn al Yahsh i Rahmaniyah, i que havien rodejat els jihadistes a Kukh, Hadaja i Abu Fashka. Les FMP també van afirmar que havien arribat a una carretera al sud-oest de Mossul i havien tallat la primera línia de subministrament entre Mossul i ar-Raqqà.
L'exèrcit iraquià va llançar una ofensiva al matí per recuperar Hamam al-Alil, que es troba a uns 10 quilòmetres al sud de Mossul. La Policia Federal Iraquiana va alliberar les poblacions d'al-Qahira, al sud-oest de Hamam al-Alil, i Mankar, al nord del districte d'Al-Shura.
3 de novembre 
El mitjà de comunicació d'EI al-Furqan va publicar un arxiu d'àudio de 32 minuts de durada, suposadament del líder del grup Abu Bakr al-Baghdadi, en el qual deia que estava "segur de la victòria" a Mossul, i instava els membres d'EI a no retirar-se, dient: "mantenir la seva terra amb honor és mil vegades millor que retirar-se en desgràcia". Aquest enregistrament és el primer del líder Baghdadi des de la fi de 2015 i, al esmentar l'actuació militar de Turquia a la frontera entre Iraq i Turquia, que va començar l'1 de novembre, es va confirmar que l'àudio es va gravar dies o hores enrere.
La 9a Divisió de l'armada iraquiana va entrar al barri d'al-Intisar a l'est de Mossul, segons el general Tahsin Ibrahim.
Mossul eye va informar que la zona d'Al-Samah estava completament alliberada, però que els atacs de morter van matar cinc civils durant la nit. També va informar que els atacs aeris havien enderrocat el cinquè pont de Mossul, situat al Tigris.
4 de novembre 
L'exèrcit iraquià va recuperar 6 districtes a Mossul, incloent el districte oriental d'al-Zahra. Les forces iraquianes van trobar una forta resistència al districte de Karama, al sud d'al-Zahra, i es van veure obligats a retirar-se parcialment.
Fonts locals van informar que EI seguia amb la seva política d'execució de desertors, matant a 50 persones el dilluns, i fins a 180 extreballadors del govern iraquià dimecres. Segons els informes, els gihadistes van segrestar joves de Mossul i els van obligar a ser soldats.
Dues bombes van explotar en el camí d'un comboi de civils que fugin de Hawija la nit de divendres mentre les famílies estaven sent desplaçades a la ciutat d'Al-Alam. Almenys 18 persones van morir.
5 de novembre 
La lluita va continuar durant el matí, Associated Press va informar que els enfrontaments més intensos eren al barri d'al-Bakr. El general Sami al-Aridi va dir, "Daeix es troba al centre de la ciutat i cal tenir molta cura".
Les tropes iraquianes van aconseguir el control dels barris de Kirkukli i al-Zahra a l'est i Al-Tahrir al nord-est. Al sud, els districtes de Qudes i Karama es van mantenir sota control gihadista, segons els informes. Intensos combats es van reprendre al districte Gogjali, després que militants d'EI utilitzessin túnels durant la nit per atacar l'exèrcit iraquià.
La periodista de la CNN Arwa Damon, que segueix les forces iraquianes d'operacions especials a Mossul, van informar haver estat atrapats durant més de 28 hores als barris de Kirkukli i Khadraa després d'una emboscada al seu comboi militar els va obligar a fugir, havent-se d'amagar entre els civils.
EI va afirmar haver matat 15 soldats iraquians i destruir sis vehicles militars. Mentrestant, imatges de satèl·lits publicades per la companyia privada Stratfor dels Estats Units van revelar importants defenses instal·lades per EI, incloent runes bloquejant les rutes principals cap al centre de la ciutat, files de barricades de ciment i bermes de terra.
L'exèrcit iraquià va continuar el seu assalt en tres fronts a Hamam al-Alil, a 30 quilòmetres al sud de Mossul, l'última ciutat important després de Mossul. A la tarda, les forces iraquianes van entrar al centre de la ciutat i van aixecar la bandera iraquiana en un edifici del govern, però els enfrontaments van continuar. A les 22 hores, Rudaw va informar que Hamam al-Alil havia estat alliberat.
El departament d'Afers Exteriors d'Irlanda, segons els informes, va confirmar la mort d'un gihadista irlandès, Terence Kelly, també conegut com a Abu Ossama al-Irelandi. Finalment EI va confirmar que havia mort en una missió suïcida.
6 de nevembre 
En el front sud-oest, les forces iraquianes van informar que eren a 4 quilòmetres de l'aeroport de Mossul després de prendre el control de Hamam al-Alil el dia anterior. Les forces iraquianes també van irrompre al districte d'Al-Sada, la seva primera entrada al nord de Mossul.
Un blogger de Mossul va informar de la desesperació dins de la ciutat dels ciutadans que vivien amb la por al cos, ja que l'Estat Islàmic havia començat a instal·lar bombes al voltant dels edificis residencials.
7 de novembre 
Rudaw va informar que els peixmerga van llançar una gran ofensiva durant el matí per prendre la ciutat de Bashiqa. La ciutat feia setmanes que era envoltada. Es creia que hi havia entre 100 i 200 militants jihadistes. El comandant Kaka Hama va dir que les forces Peixmerga van atacar des de tres fronts i que els atacs aeris de la coalició internacional van tenir un paper important. A la tarda, Rudaw informar que Bashiqa havia estat alliberada per complert.
En el front sud, l'agència France-Press va informar que Hamam al-Alil, estava, finalment, totalment alliberada gràcies a una ofensiva conjunta entre la policia federal iraquiana i les forces del Ministeri de l'Interior d'elit.
El japonès Kōsuke Tsuneoka, detingut per les autoritats kurdes des del 19 d'octubre, va ser lliurat a les autoritats japoneses i deportat de l'Iraq a través d'Arbela. Tsuneoka va afirmar ser a l'Iraq com a periodista independent. D'acord amb el Consell de Seguretat de la Regió del Kurdistan (CSRK), Tsuneoka, també conegut com a Shamil K. Tsuneoka, era sospitós de tenir vincles amb EI. "Una investigació realitzada pel nostre Departament de Contraterrorisme (DCT) va trobar que estava en contacte amb els membres d'Estat Islàmic a través del seu telèfon intel·ligent", va anunciar el CSRK. Anteriorment també havia estat detingut, l'any 2015.
8 de novembre 
Les forces peixmerga van matar a 12 combatents d'EI que intentaven fugir de la ciutat, ja alliberada, de Bashiqa. El general Musa Gardi va comentar a Rudaw que eren de gran preocupació les emboscades dels membres d'Estat Islàmic que tornaven a les ciutats alliberades mitjançant túnels.
Les forces de PMU van aconseguir avançar fins a una distància de 25 quilòmetres en direcció a la base aèria de Tal Afar, de gran importància estratègica, al sud de Mossul.
Finalment, el CJTF-OIR va informar d'un atac aeri en un edifici de la seu d'EI prop de Tal Afar.
9 de novembre 
Les forces especials iraquianes van obtenir el control de la majoria del districte de Intisar al sud de Mossul. Segons els informes, EI havia desplegat nens soldats armats, coneguts com els "Cadells del Califat".
La situació dels residents als barris alliberats de la ciutat, segons els mitjans locals, era d'escassetat d'aliments. Les agències d'ajuda humanitària eren incapaces d'arribar-hi perquè els barris no havien estat netejats del tot de les trampes explosives, i els franctiradors seguien essent un risc. A Hamam al-Alil, les forces iraquianes treballaven per destruir o desactivar les mines terrestres abans que la gent pogués tornar.
10 de novembre 
A l'est de la ciutat de Mossul, les forces iraquianes conegudes com a "Divisió d'or", així com contingents de la divisió 9ena van poder reagrupar-se i netejar els barris abans ocupats per EI.
En el front sud, militars de la divisió 9a i forces tribals lleials van avançar cap a les restes de l'antiga Nimrud.
Els mitjans de comunicació del Ministeri de Defensa iraquià van anunciar la mort d'un comandant d'Estat Islàmic, Khaled al-Mitwiti. a més a més d'informar que "les tropes 35 i 37 de l'exèrcit van alliberar Abbas Rajab".
11 de novembre 
Al front sud, les forces iraquianes es preparaven per avançar fins a la riba occidental del riu Tigris cap a l'aeroport internacional de Mossul. A l'est de Mossul, les forces iraquianes van llançar una nova ofensiva per recuperar el control del barri de Karkukli, després de dos dies d'eliminació d'explosius i fer front a combatents d'EI sols que quedaven als barris alliberats. Els mitjans locals van informar que les unitats antiterroristes iraquians també van aconseguir entrar al barri Qadesiyya.
Fonts militars iraquians van dir a la CNN que l'alt comandant d'EI Mahmoud Shukri al-Nuaimi, conegut com a "Sheikh Faris", havia mort en un atac aeri de la coalició internacional a l'oest de Mossul.
12 de novembre 
L'exèrcit iraquià va combatre en forts enfrontaments amb militants d'EI al veïnat d'al-Salam a l'est de Mossul. Iraq va anunciar que va aconseguir el control del districte d'al-Arbajiya i estava assegurant el districte adjacent, al-Qadisiya al-Thaniya. Els combatents d'EI, van utilitzar drones de vigilància, així com llençant atacs suïcides i franctiradors contra l'exèrcit. Les forces iraquianes van arribar al barri de Palestina al sud-est de Mossul i van començar els enfrontaments amb EI al barri Quds.
Les Unitats de Mobilització Popular (UMP) va anunciar que a l'oest, les Unitats de Resistència de Sinjar (YBŞ) com a part de la PMU van iniciar l'operació per capturar les poblacions al voltant de Sinjar.
Alsumaria News, va informar que Estat Islàmic va imposar un toc de queda a la ciutat de Mossul, després de la mort de diversos dels seus líders d'alt rang per un atac aeri de la coalició, a la part oriental de la ciutat.
13 de novembre 
En el front sud, les forces governamentals iraquianes, concretament la divisió 9ena van prendre el control de les antigues ruïnes assíries de Nimrud, així com la ciutat moderna adjacent.
Mentrestant, el general Abdel Amir Yarallah va anunciar l'alliberament del barri de Karkojli a l'est de Mossul. Alsumaria News també va informar que les dones d'una milícia femenina d'EI estaven escapant de la ciutat, després que les preparessin per immolar-se. Una d'elles va ser executada per deserció.
Segons fonts del Diari Ara, el subministrament d'aigua, electricitat i aliments començava a escassejar i hi havia implantat un toc de queda. El diari afegia que la resistència dins la pròpia ciutat existia, tant armada (en forma d'emboscades i execucions a combatents d'EI), com pacífica (com ara el contacte amb l'exterior mitjançant internet, fumar, que no és permés, o amb pintades a les parets), perquè la gent no estava d'acord amb EI. També tenien por, però, del que els podia passar si les milícies xiïtes entraven a la ciutat. Finalment, també es va informar que els últims dies havien arribat reforços d'altres punts que controla la milícia gihadista.
14 de novembre 
En un comunicat de premsa, es va revelar que s'havia alliberat les poblacions d'Ar-Rakrak i Um Hijara, a l'oest de Mossul, causant importants pèrdues humanes i materials als combatents d'Estat Islàmic. Es va dir que les forces s'havien desplaçat 5 quilòmetres cap a Nazarah, una altra població. Segons declaracions de les forces aèries en diversos atacs dirigits a EI a l'oest de Mossul, es va aconseguir la destrucció d'un nombre de refugis, així com una camioneta de combatents al districte de Atasa.
En represàlia, l'Estat Islàmic va llançar tres atacs amb coets amb material verinós a Qayyarah, deixant set ferits, incloent un nen de 5 anys que va patir cremades greus i va ser traslladat a Arbela per al tractament.
15 de novembre
El 15 de novembre, 49 gihadistes van morir en atacs aeris per part de la Força Aèria dels Estats Units al districte d'al-Bakr de Mossul. Tropes de la Divisió d'Or, per la seva banda, van començar l'assalt a les àrees al nord i l'est, incloent els barris d'al-Akhaa, al-Bakr i al-Hadbaa. 2 cotxes bomba van ser destruïts, i que 3 atacants suïcides van morir en els enfrontaments. Al front occidental, l'Organització Badr va anunciar que havia capturat dues poblacions i avançat 10 quilòmetres en l'eix occidental de l'ofensiva.
16 de novembre

Línies de defensa de Mossul

El 16 de novembre, 14 civils van ser assassinats per EI al barri d'al-Zahraa sota control del govern. En el front sud, la divisió 9a va capturar Tal Akoub, arribar a Hayy al-Salam i avançar cap a la cambra pont. Finalment, EI va retirar-se de Hayy Albu Saïf i al-Gazlani, prop de l'entrada sud de Mossul, segons la Policia Federal. Les forces de lluita contra el terrorisme també van arribar a situar-se a 4 quilòmetres del centre de Mossul i van aconseguir el control de la zona Hayy al-Bakr.
Les UMP van aconseguir controlar la base aèria militar de Tal Afar, al sud de la ciutat, matant a un gran nombre de combatents gihadistes durant els enfrontaments.
18 de novembre
El 18 de novembre, les UMP es van dedicar a assegurar i netejar la base aèria militar de Tal Afar, que havien capturat dos dies abans, i a preparar l'assalt a la ciutat. També al front occidental van començar a atacar altres poblacions, en una zona coneguda pel suport a EI entre la població sunnita (majoritària) abans de la captura anys enrere.
Els mitjans de comunicació iraquians van informar que els líders d'EI a Tal Afar van fugir cap a Síria, juntament amb les seves famílies, a causa de l'avanç de l'exèrcit a la carretera principal que va de Tal Afar i Sinjar cap a Síria. Tanmateix el mateix dia al matí, els líders de la brigada de Txetxènia van morir en enfrontaments amb les forces iraquianes.
20 de novembre
Fonts oficials van informar que la Direcció Antiterrorista va aconseguir alliberar les zones d'Hayy Adan i al-Akhaa. El Wali d'Estat islàmic a Hayy Adan, Marwan Hamed Saleh al-Hayali, va morir.
A l'oest, les tropes de l'exèrcit iraquià van arribar als afores de Tal Afar per reforçar les UMP i van preparar-se per tornar a prendre la ciutat.
21 de novembre
Elements de la novena divisió de l'exèrcit iraquià van capturar la població d'Al-Sallamiya, a l'est de Mossul. Mentrestant, les UMP van informar que havien pogut prendre el control del districte d'al-Ulamaa després de matar diversos militants d'EI.
22 de novembre
Les tropes iraquianes es van mobilitzar per prendre el barri de Zohour al sector oriental de la ciutat, però van trobar-se amb una forta resistència de militants gihadistes, segons fonts iraquianes. "Estem avançant amb cautela. Hi ha massa civils vivint allà", van sentenciar.
Mentrestant, els mitjans de comunicació del Ministeri de Defensa Iraquià va anunciar dimarts la destrucció de les dues fàbriques d'explosius, així com la mort de desenes de militants d'EI en un atac de l'Aviació de l'Exèrcit de l'aire a la banda est de Mossul.
23 de novembre
Les UMP van informar haver tallat la carretera que enllaça Sinjar i Tal Afar, aconseguint rodejar per complert l'àrea dels voltants de Mossul.
Mitjans de comunicació oficials van anunciar la mort d'un dels productors més importants de les produccions cinematogràfiques d'Estat Islàmic, en un bombardeig aeri.
Durant els enfrontaments del dia 23, es van reportar fins a 6 civils morts i uns 30 ferits a Hayy al-Samah, a l'est de Mossul.
24 de novembre
Les forces iraquianes van recuperar els districtes de Zohour i Shoqaq al-Khadraa. Els barris estan situats a l'extrem oest de Mossul.
Fonts sobre el terreny van afirmar que les forces iraquianes van descobrir una mini fàbrica de drones amb explosius.
L'exèrcit iraquià també va aconseguir alliberar les poblacions de Tawajina, Qarat Tapa, Yarghinti i Hawsalat al sud de la ciutat de Mossul.
30 de novembre
El 30 de novembre, les FMP (Forces de Mobilització Popular) anunciaren que havien capturat durant els últims cinc dies 12 pobles que estaven sota domini d'EI a la zona de Tal Afar.
A la fi de novembre, l'exèrcit iraquià va fer balanç i va anunciar que havia pres el control de 19 barris a l'est de Mossul durant el mes, la qual cosa constitueix una mica menys del 30 per cent de l'àrea de Mossul a l'est del Tigris. La "Divisió d'Or" de Forces d'Operacions Especials ha avançat persistentment a Est Mossul; la 9a Divisió ha capturat un barri al sud-est; la Divisió 16a, que avança des del nord, encara no ha arribat als límits de la ciutat de Mossul; i la Divisió 15a, avançant des del sud-oest, encara està a diversos quilòmetres de distància de les zones de Mossul occidental.

## Desembre
6 de desembre
La coalició liderada pels Estats Units va fer esclatar més de vint artefactes durant el matí del 6 de desembre, després d'un assalt en un pont estratègic de la ciutat en mans d'EI. Durant la nit, es va posar en marxa una contraofensiva a la zona sud-est de Mossul, prop d'al-Salam, tot i que les xifres de víctimes d'ambdós costats no es van donar a conèixer.
7 de desembre

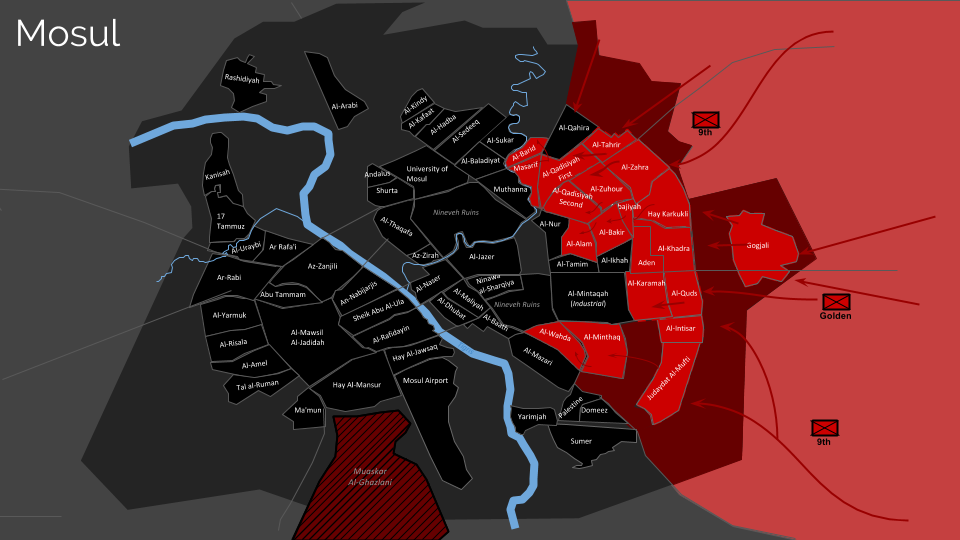
Situació 7 de desembre de 2016

Les forces iraquianes van continuar atacant a l'àrea d'al-Salam, capturant-ne l'hospital. No obstant això, després d'un contraatac, les forces gihadistes en van reprendre, destruint més de 20 vehicles iraquians.
9 de desembre
Les tropes iraquianes van ser capaces de capturar els districtes de Nawafel, Simyak i Abbassiya al nord de Mossul. El Servei de Lluita contra el Terrorisme va indicar que també s'havia pres el control d'al-Adl i al-Ta'amim, a l'est.
11 de desembre
Les forces de contra terrorisme van informar haver capturat a un altre districte de l'est de Mossul, al barri d'al-Nour.
13 de desembre
Mentre les UMP van continuar avançant en les àrees occidentals de la ciutat, la milícia Badr va començar a rodejar llogarets al voltant de Tal Afar, i Kata'ib Hezbollah va continuar avançant cap a l'oest, cap a la frontera amb Síria.
14 de desembre
El 14 de desembre, 70 combatents d'EI incloent 20 líders d'alt nivell, així com els seus guardaespatlles van morir en atacs aeris iraquians a Tel Abta on s'efectuava una reunió. El mateix dia, 40 civils van ser assassinats en atacs aeris i bombardejos a l'est de Mossul, amb una cobetura mediática molt qüestionada per les xarxes socials. També van morir, alguns militants gihadistes que va intentar llançar atacs suïcides en 3 districtes de l'est de Mossul.
15 de desembre
La Policia Federal iraquiana va anunciar el 15 de desembre la captura de Saleh Najem Abdullah, l'oficial de premsa d'EI. El comandant Abdul Ghani al-Assadi, per la seva banda, va anunciar que la primera fase de reprendre les àrees de l'est de la ciutat es va completar, amb la captura de 40 dels 56 districtes.
16 de desembre
Les UMP estaven en el procés de prendre el control de les poblacions més al sud i al sud-oest de Tal Afar, després de capturar el districte de Tel Abth, de prop de 50.000 habitants i un important bastió estratègic d'EI, dels últims dies. Finalment, les forces iraquianes van poder repelir un atac d'EI matant més de 170 gihadistes.
17 de desembre
Un atac aeri de la coalició liderada pels Estats Units, prop de Mossul va destruir 5 edificis utilitzats per EI, juntament amb quantitats importants d'armament i equip militar.
18 de desembre
El general Taher al-Sammak de les forces SWAT de l'Iraq va afirmar que la 9ena divisió, amb l'assistència de les CTS van començar a atacar el districte d'al-Wehda a l'est de Mossul per tal de recuperar el control de l'hospital Al-Salam.
19 de desembre
El capità Iyad Ziad del Comandament d'Operacions de Nínive va informar que les forces iraquianes havien irromput a la zona d'al-Mazare "després de capturar una gran part d'al-Wahda, al sud-est de Mossul.
4 combatents de les UMP van morir en un atac ISIL a Abu Senam, població prop de Tel Afar i 2 vehicles van ser destruïts durant els enfrontaments.
21 de desembre
El general Mateu Isler de les forces aèries dels Estats Units, va declarar que ja s'havia capturat més d'una quarta part de la ciutat.
22 de desembre
L'ONU va declarar el 22 de desembre, que 4 cooperants iraquians i 7 civils van morir per foc de morter. Més tard, Estat Islàmic va llançar un atac suïcida en un mercat a Gogjali. 23 persones, entre ells 15 civils, van morir en els atacs, segons l'exèrcit iraquià. El Ministeri de Defensa iraquià va informar que les forces aèries iraquianes van bombardejar una reunió de membres d'Estat Islàmic, al sud de la zona de Tal Abta, matant a 20 líders i 50 membres, segons informacions de la intel·ligència.
23 de desembre
L'exèrcit iraquià va capturar la seu de l'Acadèmia de Policia de Mossul, al districte d'Al-Qahira. Aquest va ser el seu primer gran avenç des de la suspensió de les operacions militars la setmana anterior.
24 de desembre
El primer ministre iraquià, Haider al-Abadi, va informar que les forces iraquianes estaven en control de més d'un terç de la ciutat de Mossul. Per altra banda, el portaveu iraquià d'Operacions del Comandament Conjunt, Yahia Rasoul, va afirmar que les forces iraquianes controlaven el 44% de la governació de Nínive. Va afegir, a més, que les forces CTS controlaven fins a 40 districtes a l'est de Mossul. Mentrestant, 10 civils van morir a causa de bombardejos gihadistes a l'est de Mossul.
25 de desembre
Almenys 97 soldats d'EI van morir a Mossul durant el dia de nadal, d'acord amb el comandant d'Operacions, el tinent general Rashid Abdulamir Yarallah. Estat Islàmic, per la seva banda va ser capaç d'atacar les estacions de la policia al sud de la zona Abuyosif que van provocar la mort de 21 soldats. Així mateix, el comandant va afegir que altres atacs a Al-Intisar, Salam i els barris d'Al-Shaima'a havien matat 51 combatents gihadistes. Segons els informes, CTS va irrompre al districte d'Al-Quds al final del dia.
26 de desembre
El Tinent Coronel James Stuart, comandant d'un batalló estatunidenc, que recolza les forces iraquianes, va declarar que un nou avenç cap a Mossul començaria en qüestió de dies. El Ministeri de Defensa iraquià, va declarar, per part seva banda, que 10 militants d'EI van morir en els atacs aeris de la coalició a l'est de Mossul. D'acord amb un oficial militar, altres 5 lluitadors d'EI van ser capturats després que alguns soldats de la 16ena Divisió, disfressats com a membres d'EI, s'infiltressin dins l'àrea d'Owaiza.
27 de desembre
Agència de Notícies Amaq va anunciar que la coalició anti-EI va destruir el pont vell, l'últim pont funcionament a Mossul. La coalició, per la seva banda, va indicar que havia destruït un pont a Mossul en atacs aeris, sense proporcionar-ne els detalls.
29 de desembre
Les forces iraquianes van llançar la segona fase de la batalla el 29 de desembre, atacant des de tres direccions als districtes de l'est de Mossul. Soldats iraquians i la policia federal van entrar a una mitja dotzena de districtes del sud-est. Les CTS, per la seva banda, van avançar als districtes d'Al-Quds i Karama. Segons alguns informes, una caserna d'EI del districte d'al-Thobat va ser destruïda en atacs aeris de la coalició internacional, matant a 12 militants gihadistes.
30 de desembre
El 30 de desembre, les forces de seguretat iraquianes van avançar en diverses àrees. En el front nord, la Divisió 16 va irrompre al districte Habdaa, tractant de tallar les línies de subministrament a Tel Kayf.
Ammar al-Haweidi, líder de l'elit d'EI va morir durant els enfrontaments amb la Policia Federal Iraquiana. Al llarg del dia, hi va haver diferents enfrontaments en poblacions capturades el dia anterior.
31 de desembre
Forts enfrontaments es van produir en els fronts del sud-est i nord de Mossul el 31 de desembre. Un oficial de l'exèrcit desplegat al sud-est, va informar que els seus avenços s'havien alentit a causa dels forts enfrontaments i la dificultat per diferenciar entre civils i combatents. Les forces iraquianes va informar que els enfrontaments més importants es trobaven a l'àrea de Argoob. L'exèrcit dels EUA va declarar per la seva part que els seus atacs aeris, en el recinte d'un hospital, contra un camió que suposadament transportava combatents, podria haver matat civils.

## Gener: Segona fase
1 de gener
Les forces iraquianes van continuar el seu avanç l'1 de gener. L'exèrcit va anunciar que havia capturat una part del districte de Karama mentre que un agent de la policia federal va declarar que havien pres el control gairebé complet dels districtes Intissar i Siha.
Per altra banda, el tinent general Abdulwahab al-Saadi, un alt comandant del CTS, va declarar que les forces iraquianes havien capturat a més del 60% de l'est de Mossul. El Ministeri de Defensa i Assumptes de Guerra Iraquià va anunciar durant el dia que les forces iraquianes havien capturat els districtes de Yunus al-Sabaawi i Yafa al sud-est de la ciutat. El tinent coronel Eyad al-Awsyi, per la seva part, va declarar que també havien capturat completament al-Intissar i eren a punt de finalitzar la captura de Karama.
2 de gener
El CTS va anunciar el dia 2 de gener que havien capturat pel districte d'Al-Karama.
EI, per la seva banda va aconseguir tallar una carretera estratègica que uneix Mossul i Bagdad. El grup també va bombardejar Shirqat després d'atacar una caserna militar a prop de Baiji, robant-ne totes les armes. Les autoritats iraquianes més tard van declarar que les forces de seguretat havien recuperat el control de la carretera.
3 - 10 de gener
Un reportatge de la revista Foreign Affairs comentava detalladament com els avenços fins al moment eren molt més lents del que s'esperava, amb només dues terceres parts de l'est (altres fonts asseguren un 70% inclús un 80%) de Mossul capturat per les forces de seguretat iraquianes. El mateix reportatge comentava que, tot i la dificultat de conèixer les dades reals, en molts casos no publicades, un total de 2.137 membres de les forces de seguretat (tant policies, com milicians i soldats) havien mort (4.500 ferits acceptats per les fonts oficials) en els primers 50 dies de l'ofensiva. Les informacions que arribaven del front no especificaven, en cap cas, una previsió del temps que trigarien en capturar tota la ciutat.
No obstant això, Brett McGurk, oficial sènior dels Estats Units membre de la coalició anti-EI, va afirmar el dia 8 de gener que la resistència d'EI mostrava grans debilitats a l'est de la ciutat, cosa que podria causar un col·lapse les darreres setmanes, gràcies en gran manera al gran nombre de tropes que es trobaven sobre el terreny.
Les Nacions Unides informen que el nombre de morts civils a mesura que les tropes van entrant més a la ciutat augmentaven de manera alarmant. Aproximadament 1.000 civils es calculava que havien estat assassinats durant els enfrontaments i bombardejos de les diferents forces. Pel que fa al nombre de ferits, fins a 700 civils van haver de ser tractats als hospitals kurds propers a Mossul després d'escapar de les zones controlades pels gihadistes.
Pel que fa les morts de les forces d'EI, les fonts policials van assegurar el dia 5 de gener que més de 1.700 militats havien mort durant els enfrontaments des de l'inici de la segona fase.
10 - 27 de gener
De l'11 al 13 de gener, després de la captura dels barris Nissan i Sadiq, la divisió d'or va unir els seus contingents amb la 16ena Divisió rodejant i capturant al-Abda. El mateix dia 13, les forces especials de la divisió d'or van continuar amb el setge a la seu del govern provincial i van llançar l'assalt al campus de la Universitat de Mossoul, capturada el 14 de gener. L'endemà, les tropes iraquianes van reprendre diferents conjunts arquitectònics de la ciutat, destruïts en gran par per Estat Islàmic. Aquests conjunts inclouen la tomba del profeta Jonàs i les restes d'un palau assiri de més de 2.600 anys.
El 17 de gener onze districtes van caure en mans de les forces iraquianes, entre ells la Gran Mesquita i la base militar Kindi. Les forces gihadistes es van retirar als districtes occidentals a través del riu Tigre.
El 18 de gener, l'exèrcit iraquià va anunciar gairebé tots els districtes de Mossul, a l'est del Tigris, eren en les seves mans, tot i que alguns grups de gihadistes seguien presents i lluitant en algunes àrees, sobretot al barri d'al-Arabi
El 22 de gener, l'exèrcit iraquià va informar haver pres els dos últims focus de resistència d'Estat Islàmic als barris de Milayin i al-Binaa Jahiz. No obstant això, els enfrontaments seguien al nord, al districte de Rashidiyah. Finalment va poder ésser capturat el 24 de gener, aconseguint capturar, ara ja sí, per complert tota la banda est del riu Tigris de la ciutat de Mossul.